# Manuel Rodríguez de Berlanga y Rosado
Manuel Rodríguez de Berlanga y Rosado (Ceuta, 1825-Alhaurín el Grande, Málaga, el 4 de junio de 1909) fue un jurista y  epigrafista español.

## Biografía
Manuel Rodríguez de Berlanga y Rosado fue un jurista y epigrafista, figura clave en los estudios de epigrafía en Andalucía de finales del siglo XIX y principios del XX. Posee una dilatada obra centrada en las leyes coloniales y municipales de época romana en Málaga y Sevilla.
Manuel Rodríguez de Berlanga y Rosado estudió, tradujo y divulgó la Lex Flavia Malacitana y la Lex Flavia Salpensana, que contenían fragmentos de las leyes municipales de los municipios romanos de Málaga y Salpensa, dándolos a conocer en los círculos científicos de toda Europa, trabajo por el que fue nombrado caballero de la Orden de Isabel la Católica.
Dado que eran los primeros fragmentos de leyes municipales que se encontraban, el hallazgo supuso una auténtica conmoción entre los especialistas en epigrafía e historia de Roma, cuando en Prusia apenas acababa de nacer la Escuela Histórica del Derecho, gracias al impulso de Friedrich Karl von Savigny y de Theodor Mommsen, a los cuales, junto con la ímproba labor que realizaron Emil Hübner y otros muchos destacados romanistas se debe el inicio del Corpus Inscriptionum Latinarum.
Los citados bronces, llamados Loringianos en homenaje a quienes los salvaron de la destrucción, junto con los otros cinco correspondientes a la lex coloniae Genetivae Iiiliae de Osuna, con el mosaico de los trabajos de Hércules y con otras valiosas piezas, como la llamada Urania Loring, constituyeron la importantísima colección arqueológica que albergó el Museo también llamado Loringiano, que los Marqueses de Casa-Loring y Manuel Rodríguez de Berlanga crearon en la Hacienda La Concepción. Manuel Rodríguez de Berlanga y Rosado, era cuñado de Jorge Loring Oyarzábal.
Rodríguez de Berlanga puede considerarse como el máximo exponente de la historia antigua, arqueología y epigrafía del siglo XIX en España. Sus numerosos trabajos arqueológicos, epigráficos y jurídicos fueron muy ensalzados por la comunidad científica europea, aunque en su patria, prácticamente no se le reconocieron hasta mucho después de su muerte.